# Synarachnactis brachiolata
Synarachnactis brachiolata is een Cerianthariasoort uit de familie van de Cerianthidae. De wetenschappelijke naam van de soort is voor het eerst geldig gepubliceerd in 1863 door A. Agassiz.